# Hetaerica
Genre
Synonymes
- Australorena Jocqué, 1995

Hetaerica est un genre d'araignées aranéomorphes de la famille des Zodariidae.

## Distribution
Les espèces de ce genre sont endémiques d'Australie. Elles se rencontrent au Queensland et en Australie-Occidentale.

## Liste des espèces
Selon World Spider Catalog (version 17.5, 18/10/2016) :
- Hetaerica harveyi Raven & Baehr, 2000
- Hetaerica scenica (L. Koch, 1872)

## Publication originale
- Rainbow, 1916 : Arachnida from northern Queensland. Part I. Records of the Australian Museum, vol. 11, p. 33-64 (texte intégral).